# Chandler Hull

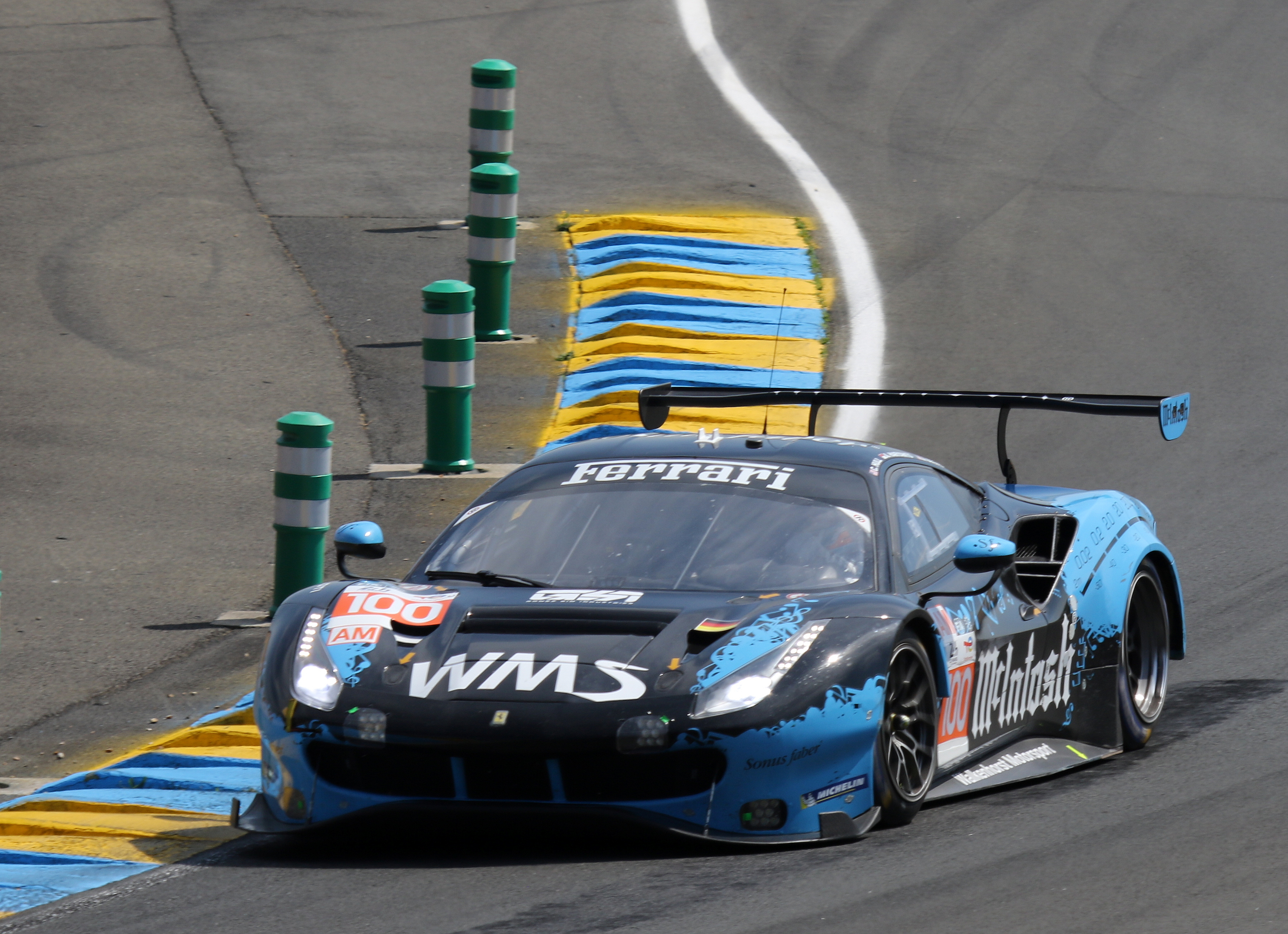
Der von Chandler Hull beim 24-Stunden-Rennen von Le Mans 2023 gefahrene Ferrari 488 GTE

Chandler Lee Hull (* 26. September 1994 in Dallas) ist ein US-amerikanischer Autorennfahrer. 

## Karriere als Rennfahrer
Chandler Hull startete mit dem Beginn der 2020er-Jahre regelmäßig bei GT- und Sportwagenrennen. Er fuhr unter anderem in nordamerikanischen GT4-Rennsieren, der DTM GT4 Trophy und ab 2021 in der Asian Le Mans Series. In dieser Rennserie steuerte er 2023 gemeinsam mit Nicky Catsburg und Thomas Merrill einen Walkenhorst-BMW M4 GT3. Nach Klassensieg beim ersten und zweiten 4-Stunden-Rennen von Dubai gewann er die GT-Saison-Wertung. 
Als Teampartner von Bill Auberlen fuhr er 2023 einen BMW M4 GT3 auch in der IMSA WeatherTech SportsCar Championship und gab dabei sein Debüt beim 24-Stunden-Rennen von Daytona und dem 12-Stunden-Rennen von Sebring. Seinen ersten Renneinsatz in Le Mans beendete er an der 36. Stelle der Gesamtwertung.

## Statistik

### Le-Mans-Ergebnisse
| Jahr | Team                   | Fahrzeug            | Teamkollege | Teamkollege     | Platzierung | Ausfallgrund |
| ---- | ---------------------- | ------------------- | ----------- | --------------- | ----------- | ------------ |
| 2023 | Walkenhorst Motorsport | Ferrari 488 GTE Evo | Jeff Segal  | Andrew Haryanto | Rang 36     |              |

### Sebring-Ergebnisse
| Jahr | Team              | Fahrzeug   | Teamkollege   | Teamkollege  | Platzierung | Ausfallgrund |
| ---- | ----------------- | ---------- | ------------- | ------------ | ----------- | ------------ |
| 2023 | Turner Motorsport | BMW M4 GT3 | Bill Auberlen | John Edwards | Rang 20     |              |

### Einzelergebnisse in der FIA-Langstrecken-Weltmeisterschaft
| Saison | Team                   | Rennwagen       | 1   | 2   | 3   | 4   | 5   | 6   | 7   | 8 |
| ------ | ---------------------- | --------------- | --- | --- | --- | --- | --- | --- | --- | - |
| 2023   | Walkenhorst Motorsport | Ferrari 488 GTE | SEB | POR | SPA | LEM | MON | FUJ | BAH |   |
| 2023   | Walkenhorst Motorsport | Ferrari 488 GTE | 36  |     |     |     |     |     |     |   |